# Jacobinense Esporte Clube
Jacobinense Esporte Clube foi uma agremiação esportiva da cidade de Jacobina, no estado da Bahia. Suas cores eram azul, dourado e branco.
Quase venceu seu primerio título em sua primeira participação como um clube de futebol profissional no Campeonato Baiano Série B de 2022 quando perdeu para o Itabuna na final. Mesmo que tenha feito uma ótima campanha, logo em sua primeira participação no Campeonato Baiano em 2023, ficou na 9° colocação e foi rebaixado pela primeira vez.
Após o rebaixamento para a Série B do Campeonato Baiano em 2023, o clube encerrou suas atividades.

## História
Foi fundado no dia 5 de novembro de 2021, fez sua estreia profissional na Segunda Divisão do Campeonato Baiano em 2022. Na primeira fase, o clube ficou na segunda colocação com 20 pontos, tendo 6 vitórias, 2 empates e 3 derrotas, marcando 17 gols e sofrendo 8.
A competição também ficou marcada por acontecer o primeiro clássico da cidade de Jacobina. No dia 29 de Junho de 2022, válido pela nona rodada da Segunda Divisão do Campeonato Baiano, o Jacobinense recebeu a equipe do Jacobina no Estádio José Rocha, onde saiu derrotado pelo placar de 2 a 0 para a equipe do Jacobina, gols de Vinicius Big e Willian Nescão, Que mesmo com a vitória acabou não se classificando para as semifinais da competição.
Nas semifinais, eliminou o Juazeiro nos pênaltis e ganhar a vaga no Campeonato Baiano de Futebol de 2023, após perder o primeiro jogo por 2 a 1, e ganhar o segundo por 1 a 0.
Na final enfrentaram a equipe do Itabuna, no jogo de ida perdeu por 2 a 1 fora de casa, e a decisão seria em casa, mas empataram em 2 a 2 (4 a 3 agregado) e perderam o título.
Fazendo sua primeira participação e ainda sem experiência, em 2023 o Jacobinense foi rebaixado no Campeonato Baiano.
Depois do rebaixamento, o clube optou por encerrar suas atividades desportivas, sendo substituído pelo Itapetinga Esporte Clube.

## Estatísticas
| Competição | Competição        | Temporadas | Melhor campanha     | Estreia | Última | P | R |
| Bahia      | Campeonato Baiano | 1          | 9° lugar (2023)     | 2023    | 2023   |   | 1 |
| Bahia      | Segunda Divisão   | 2          | Vice-campeão (2022) | 2022    | 2024   | 1 |   |